# دریاچه اتلین

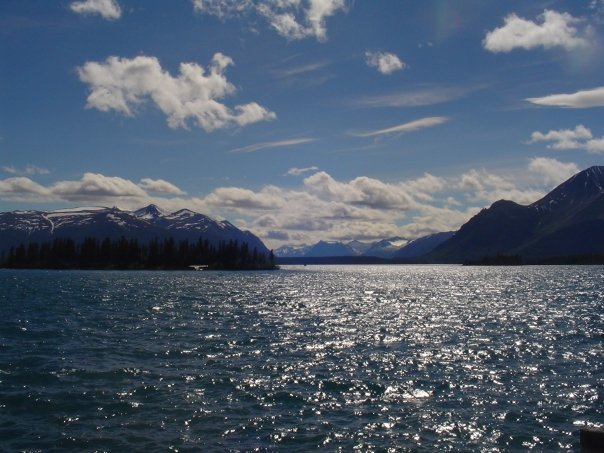
نمایی از دریاچه اتلین.

دریاچه اتلین (Atlin Lake) دریاچه‌ای است در شمال غرب استان بریتیش کلمبیا در کانادا. اتلین با مساحت ۷۸۰ کیلومتر مربع بزرگ‌ترین دریاچه طبیعی این استان است. شمالی‌ترین نقطه این دریاچه در قلمرو یوکان واقع شده‌است، اما بیشتر مساحت دریاچه در شهرستان اتلین استان بریتیش کلمبیا قرار گرفته است. دریاچه اتلین سرچشمه رودخانه یوکان است.
نام اتلین از زبان سرخ‌پوستان تلینگیت گرفته شده و به معنی «دریاچه بزرگ» است. شهرک اتلین در شرق دریاچه واقع شده‌است. قسمت جنوبی دریاچه بخشی از پارک استانی و منطقه تفریحی اتلین به شمار می‌آید.